# Apogonichthys landoni
Apogonichthys landoni är en fiskart som beskrevs av Herre, 1934. Apogonichthys landoni ingår i släktet Apogonichthys och familjen Apogonidae. Inga underarter finns listade i Catalogue of Life.